# Lingqukanaal
Het Lingqukanaal (traditioneel Chinees: 靈渠運河, hanyu pinyin: Líng Qú yùnhé), ook wel Dou- of Xing’ankanaal genoemd, is een kanaal in de Volksrepubliek China en een van de oudste ter wereld. Het kanaal is een nationaal monument en staat ook op de UNESCO-lijst van mogelijke werelderfgoedobjecten.
Het Lingqukanaal ligt in het noordwesten van de provincie Guangxi. Het verbindt de Xiangjiang, een zijrivier van de Yangtze, en de Lijiang, die in verbinding staat met de Parelrivier. De Xiangjiang stroomt naar het noorden en de Lijiang naar het zuiden en met het kanaal was er een scheepvaartverbinding tussen Hongkong en Beijing, een afstand van 2000 kilometer.
In 214 v.Chr. gaf Qin Shi Huangdi (221–206 v.Chr.), de eerste Chinese keizer van de Qin-dynastie, opdracht voor de aanleg van het kanaal. De verbinding was gewenst voor het transport van graan, maar werd ook gebruikt voor militair verkeer. De ingenieur was Shi Lu en het kanaal kreeg een lengte van 36,4 kilometer. Het water was voornamelijk afkomstig van de Xiangjiang, waar lange dijken lagen om het water te verdelen over de rivier, het Lingqukanaal en een ander kanaal waarmee het water om de stad heen werd geleid.
Het Lingqukanaal is niet recht: het kronkelt in het landschap en volgt de lager gelegen gebieden, waardoor op sluizen en andere infrastructurele werken kon worden bespaard. In 825 na Chr. werden 37 primitieve sluizen aangelegd en 200 jaar later volgde de eerste schutsluizen.
In 1936 raakte het kanaal buiten gebruik door de aanleg van spoorwegen in het gebied. Het kanaal is nog steeds aanwezig en gerestaureerd. Het speelt geen rol meer voor de scheepvaart en ook het gebruik van het kanaalwater voor irrigatie is afgenomen.